# Češka Šleska
Češka Šleska, nekoć Moravska Šleska i Austrijska Šleska (češki: České Slezsko, Moravské Slezsko, Rakouské Slezsko), a od 1918. do 1945. i Sudetska Šleska, povijesna je pokrajina koja zajedno s Češkom i Moravskom čini današnju Češku Republiku. Dio je veće povijesne pokrajine Šleske.

## Zemljopis
Područje Češke Šleske nalazi se istočno i zapadno od grada Ostrave, a obuhvaća veći dio današnje samoupravne pokrajine Moravsko-šleski kraj, a njezin najzapadniji dio pripada Olomoučkom kraju oko grada Jeseníka. Najveći su gradovi Češke Šleske Opava,Karvina,Havirov i Český Těšín.
Pokrajina je smještena na Sudetskom gorju koje na istoku prelazi u Karpate, a glavne su rijeke Odra, Opava i Olše koja označava granicu s Poljskom. Na jugu, granicu prema Moravskoj označuju rijeke Odra i Ostravice. Na jugu Češka Šleska granici s Moravskom, na jugoistoku sa Slovačkom, na istoku, sjeveru i zapadu s Poljskom Šleskom.

## Povijest

### Od srednjeg vijeka do 18. stoljeća
Područja Šleske postala su leno Češkoga Kraljevstva još od doba Vaclava II. (1278. – 1305.), a ovladavanje Šleskom dovršio je Ivan Luksemburški u razdoblju između 1327. i 1335. Konačno 1335. godine, mirom iz Trenčína poljski kralj Kazimir III. Veliki „zauvijek“ se odrekao Šleske. U 14. i 15. stoljeću ubrzan je proces drobljenja Šleske, a njezini dijelovi dolaze sad pod poljsku, sad pod češku vlast.

### Od 1742. do Prvog svjetskog rata
Današnja Češka Šleska obuhvaća uglavnom onaj mali dio Šleske koji je ostao unutar Habsburške Monarhije nakon Prvog šleskog rata - u vrijeme Rata za austrijsko nasljeđe - 1742., kad je veći dio Šleske pripao Pruskoj. Već 1782. ovo je vojvodstvo spojeno s Moravskom, a nakon revolucionarnih događaja 1849. ponovno odijeljeno, te je postalo jednom od austrijskih krunskih zemalja. 1850. ovo je područje ustrojeno kao Vojvodstvo Gornje i Donje Šleske sa sjedištem u Opavi (njem. Troppau).
1900. godine Vojvodstvo je obuhvaćalo površinu od 5.140 km2 i imalo je 670.000 stanovnika.

### Nakon Prvog svjetskog rata
Nakon Prvog svjetskog rata, 1918., bivše Vojvodstvo, zajedno sa sjevernom Moravskom, kratkotrajno je činilo Sudete unutar Republike Njemačke Austrije, no prema odredbama Sporazuma iz Saint-Germaina iz 1919. većim je svojim dijelom pripalo novostvorenoj Čehoslovačkoj, uz izuzetak dijela istočno od rijeke Olše oko Cieszyna koji je pripao Poljskoj nakon sedmodnevnog rata i međunarodne arbitraže koja mu je slijedila. Prema Versajskom sporazumu iz 1920. dijelom Čehoslovačke postao je i mali dio Pruske Šleske poznat kao Hlučínsko (njem. Hultschiner Ländchen). 1. prosinca 1928. Šleska je spojena s Moravskom u Moravsko-Šlesku. Razlog je tomu bila nevelikost Češke Šleske, ali i nastojanje da se smanji politički utjecaj sudetskih Nijemaca.
Nakon Münchenskog sporazuma 1938. veći dio Češke Šleske pripao je Trećem Reichu u okviru Sudeta, Hlučínsko je vraćeno Pruskoj, a Poljska je zauzela dodatno područje na zapadnoj obali Olše uz Cieszyn.

### Nakon Drugog svjetskog rata
Uz izuzetak područja oko Cieszyna i Ostrave, Češka Šleska bila pretežno nastanjena Nijemcima sve do 1945. Nakon Drugog svjetskog rata Sudeti i Hlučínsko vraćeni su Čehoslovačkoj, njemačko je stanovništvo Beneševim dekretima protjerano iz zemlje. Granica s Poljskom ponovno je uspostavljena na rijeci Olši, što je potvrđeno sporazumom tek 1958.

## Stanovništvo
Prema popisu iz 1910. u Vojvodstvu Gornje i Donje Šleske većinu su činile tri narodnosti:
- Nijemci: 325.523 (43,90%)
- Poljaci: 235.224 (31,71%)
- Česi: 180.348 (24,33%)

U tadašnjoj Austro-ugarskoj Monarhiji nisu se popisivale narodnosti, već jezici koji ma su ljudi govorili, pa među gore navedene Nijemce valja pribrojiti i velik broj Židova koji su se služili njemačkim jezikom. Dva svjetska rata i poraće znatno su izmijenili nacionalnu sliku u korist Čeha.
Dio domaćega slavenskoga stanovništva govori laškim dijalektom koji se obično svrstava među dijalekte češkoga jezika, premda pokazuje sličnosti i s poljskim. U blizini Cieszyna dio stanovništva, većinom poljskoga podrijetla, služi se lokalnim šleskim dijalektom.

## Vanjske poveznice
- Zemljovidi Šleske  Arhivirana inačica izvorne stranice od 4. studenoga 2007. (Wayback Machine)